# Эргостерол
Эргостерол (эргоста-5,7,22-триен-3β-ол) представляет собой стерол, обнаруженный в клеточных мембранах грибов и простейших, выполняющий многие из тех же функций, что и холестерин в клетках животных. Поскольку многие грибы и простейшие не могут выжить без эргостерола, ферменты, которые его синтезируют, стали важными мишенями для разработки лекарств. В питании человека эргостерол представляет собой провитаминную форму витамина D2; Воздействие ультрафиолетового (УФ) света вызывает химическую реакцию, в результате которой образуется витамин D2.

## Значение для грибов
Эргостерол (эргоста-5,7,22-триен-3β-ол) представляет собой стерол, обнаруженный в грибах и названный в честь спорыньи, общего названия представителей грибкового рода Claviceps, из которых впервые был выделен эргостерол. Эргостерол является компонентом мембран дрожжей и других грибковых клеток, выполняя многие из тех же функций, что и холестерин в клетках животных. Считается, что его специфичность у высших грибов связана с климатической нестабильностью (сильно меняющаяся влажность и условия влажности), с которыми эти организмы сталкиваются в своих типичных экологических нишах (поверхности растений и животных, почва). Таким образом, несмотря на дополнительную потребность в энергии для синтеза эргостерола (по сравнению с холестерином), считается, что эргостерол превратился в почти повсеместную, эволюционно выгодную грибковую альтернативу холестерину.

## Мишень для противогрибковых препаратов
Поскольку эргостерол присутствует в клеточных мембранах грибов, но отсутствует в мембранах животных, он является полезной мишенью для противогрибковых препаратов. Эргостерол также присутствует в клеточных мембранах некоторых простейших, таких как трипаносомы. Это является основанием для использования некоторых противогрибковых препаратов против западноафриканской сонной болезни.
Амфотерицин В, противогрибковый препарат, нацелен на эргостерол. Он физически связывается с эргостеролом внутри мембраны, создавая таким образом полярные поры в грибковых мембранах. Это вызывает утечку ионов (преимущественно калия и гидронов) и других молекул, что убивает клетку. Амфотерицин В был заменен более безопасными агентами в большинстве случаев, но все ещё используется, несмотря на его побочные эффекты, при опасных для жизни грибковых или протозойных инфекциях.
Флуконазол, миконазол, итраконазол, клотримазол и миклобутанил действуют по-разному, ингибируя синтез эргостерола из ланостерола путем вмешательства в 14α-деметилазу. Эргостерол представляет собой меньшую молекулу, чем ланостерол; он синтезируется путем объединения двух молекул фарнезилпирофосфата, 15-углеродного терпеноида, в ланостерол, который имеет 30 атомов углерода. Затем две метильные группы удаляются, образуя эргостерол. Противогрибковые агенты класса «азол» ингибируют фермент, который выполняет эти этапы деметилирования в пути биосинтеза между ланостеролом и эргостеролом.

## Мишень для противопротозойных препаратов
Некоторые простейшие, в том числе Trichomonas и Leishmania, ингибируются препаратами, которые нацелены на синтез и функцию эргостерола.

## Как предшественник витамина D2
Эргостерол — биологический предшественник витамина D2, химическое название которого — эргокальциферол. Воздействие на белые шампиньоны УФ-излучения с интенсивностью 0,403 мВт на см2 с расстояния 30 см вызывало зависящее от времени увеличение концентрации витамина D2.
В определённой степени это происходит естественным путем, и многие грибы после сбора урожая облучают, чтобы увеличить содержание в них витамина D. Грибы также выращивают в промышленных масштабах, чтобы можно было извлечь эргостерол и преобразовать его в витамин D для продажи в качестве БАД и пищевой добавки.
Препараты облученного эргостерола, содержащие смесь превитамина и витамина D2, в 1930-х годах назывались виостеролом.

## Токсичность
Порошок эргостерола вызывает раздражение кожи, глаз и дыхательных путей. Проглатывание больших количеств может вызвать гиперкальциемию, которая (при длительном применении) может привести к отложению солей кальция в мягких тканях и почках.

## Использованная литература
1. ↑  Phylogenetic distribution of fungal sterols. PLOS ONE. 5 (5): e10899. May 2010. Bibcode:2010PLoSO...510899W. doi:10.1371/journal.pone.0010899. PMID 20526375.{{cite journal}}:  Википедия:Обслуживание CS1 (не помеченный открытым DOI) (ссылка)
2. ↑  Ergosterol biosynthesis: a fungal pathway for life on land?. Evolution; International Journal of Organic Evolution. 66 (9): 2961–2968. September 2012. doi:10.1111/j.1558-5646.2012.01667.x. PMID 22946816.
3. ↑  Fatty acid and sterol metabolism: potential antimicrobial targets in apicomplexan and trypanosomatid parasitic protozoa. Molecular and Biochemical Parasitology. 126 (2): 129–142. February 2003. doi:10.1016/S0166-6851(02)00280-3. PMID 12615312.
4. ↑  Amphotericin B: spectrum and resistance. The Journal of Antimicrobial Chemotherapy. 49 Suppl 1: 7–10. February 2002. doi:10.1093/jac/49.suppl_1.7. PMID 11801575.
5. 1 2  The synthesis, regulation, and functions of sterols in Candida albicans: Well-known but still lots to learn. Virulence. 7 (6): 649–659. August 2016. doi:10.1080/21505594.2016.1188236. PMID 27221657.
6. ↑  Sertaconazole: an antifungal agent for the topical treatment of superficial candidiasis. Expert Review of Anti-Infective Therapy. 11 (4): 347–358. April 2013. doi:10.1586/eri.13.17. PMID 23566144.
7. ↑  Vitamin D2 formation and bioavailability from Agaricus bisporus button mushrooms treated with ultraviolet irradiation. Journal of Agricultural and Food Chemistry. 57 (8): 3351–3355. April 2009. doi:10.1021/jf803908q. PMID 19281276.
8. ↑  Haytowitz, DB. Vitamin D in mushrooms. US Department of Agriculture. Дата обращения: 22 сентября 2022. Архивировано 12 мая 2013 года.
9. 1 2  Vitamin D. — 3rd ed. — London: Academic Press, 2011. — 1 online resource (2 volumes (xxx, 2082 pages)) с. — ISBN 978-0-12-381979-6, 0-12-381979-2.
10. ↑  Science Service (1930). Viosterol official name for irradiated ergosterol. Journal of Chemical Education. 7 (1): 166. Bibcode:1930JChEd...7..166S. doi:10.1021/ed007p166.
11. ↑  Material Safety Data Sheet for Ergosterol. Fisher Scientific. Дата обращения: 22 сентября 2022. Архивировано 3 марта 2016 года.